# Georg von Eerde

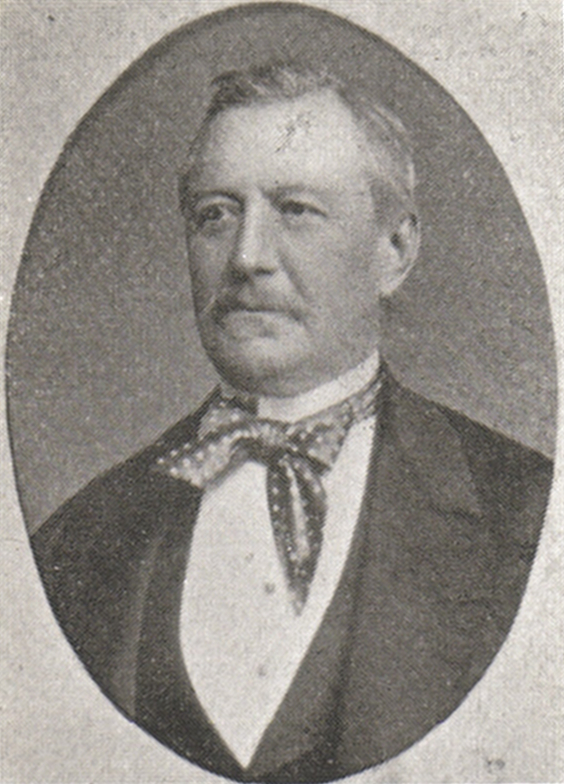
Georg von Eerde

Georg Friedrich Karl Philipp Freiherr von Eerde (* 25. April 1825 in Geldern; † 19. März 1890 in Geldern) war ein preußischer Verwaltungsbeamter. Er war von 1859 bis zu seiner Amtsenthebung 1876 Landrat des Kreises Geldern. Von 1860 bis 1888 gehörte er dem Provinziallandtag der Rheinprovinz an.

## Leben
Der spätere Jurist Georg Freiherr von Eerde wurde am 25. April 1825 „des Nachmittags eben vor sechs Uhr“ in Geldern im Hause Großer Markt 7 als ältester Sohn des amtierenden Landrates Friedrich von Eerde und seiner Frau Felicitas Philippine Maria geborene Ruys von Beerenbroeck geboren. Kraft des väterlichen Amtes gehörte die katholische Familie von Eerde mit ihren drei Söhnen und acht Töchtern zur sozialen Oberschicht der katholisch geprägten Kreisstadt Geldern.

### Beruflicher Werdegang
Georg von Eerde wuchs zunächst im Hause Großer Markt 7 und sodann im Hause Gelderstraße 31 auf. Beide Wohngebäude dienten zugleich auch als Landratsamt. Zum Personal der Familie gehörten drei Mägde, ein Knecht und eine Hauslehrerin. Ab 1839 besuchte Georg das Gymnasium in Düsseldorf, um sich sodann am 30. Oktober 1843 an der Universität Bonn für das Studium der Rechts- und Kameralwissenschaften zu immatrikulieren. In Bonn wurde er Mitglied des Corps Borussia Bonn. Ab 1845 setzte von Eerde seine Universitätsstudien in Berlin fort.
Die beruflichen Stationen des jungen Juristen waren zunächst die Oberlandesgerichte Hamm (1846–1849) und Köln (1849–1855), das Landgericht Kleve (1855) und schließlich die Bezirksregierung Düsseldorf (1855–1858), wo er als wissenschaftlicher Hilfsarbeiter eingesetzt war. Seine eher mäßigen dienstlichen Beurteilungen aus dieser Zeit erwähnen gelegentlich auch ein „ihm eigenes Stammeln“. Im Sommer 1858 wurden dem Regierungsassessor die Justitiargeschäfte der Finanzabteilung der Düsseldorfer Bezirksregierung übertragen.

### Landrat des Kreises Geldern
Mit dem Tode von Georgs Vater 1848 war die Stelle des Landrates des Kreises Geldern vakant geworden. Die auftragsweise beziehungsweise kommissarische Verwaltung übernahmen für die Dauer von neun Jahren der langjährige Kreissekretär Norbert Engelhardt (1848–1851), Regierungsassessor Wilhelm von Arnim (1848–1851), Max August Graf von Loë (1851–1854), Rudolf Graf von Schaesberg (1854), Kreissekretär Friedrich August Schwartz (1854) und Regierungsassessor Adolf Ernst von Ernsthausen (1854–1859).
Bei der Wahl eines Landratskandidaten durch den Kreistag, die in ihrem Vorfeld von Intrigen einer einflussreichen Gruppe katholischer Adliger um Reichsgraf Franz Egon von Hoensbroech begleitet war, setzte sich der für die Düsseldorfer Bezirksregierung tätige Georg von Eerde am 25. August 1857 gegen den Gelderner Bürgermeister Maximilian Friedrich Leopold Graf von Korff gen. Schmising-Kerssenbrock durch. Am 3. Dezember 1857 wurde der Kreis Geldern durch Abtrennung des Gebietes des ehemaligen Kreises Rheinberg in seinen Grenzen von 1816 wiederhergestellt. Doch erst durch Allerhöchste Ordre vom 17. Januar 1859 wurde von Eerde zum Landrat ernannt. Seine Wahl hatte sich zu einer Affäre ausgeweitet. Die Amtseinführung des neuen Landrates fand am 5. Februar 1859 statt.

### Abgeordneter im Preußischen Abgeordnetenhaus
Eerde saß für den Wahlkreis Düsseldorf 9 (Geldern, Kempen) in der 10. Legislaturperiode während der 1. Session vom 15. November 1867 bis zum 29. Februar 1868 im Preußischen Abgeordnetenhaus. Er gehörte der Fraktion der Freikonservativen Partei an.

### Amtsenthebung 1876
Im Zuge des Kulturkampfes wurde Georg von Eerde, der zunächst der Freikonservativen Partei und sodann der Zentrumspartei angehörte, durch allerhöchste Kabinettsorder vom 14. August 1876 „wegen seiner politischen Unzuverlässigkeit“ seines Amtes als Landrat enthoben und in den einstweiligen Ruhestand versetzt. Das Angebot zu einem freiwilligen Rücktritt, der ihm im Juli nahegelegt worden war, hatte er abgelehnt.
In seiner persönlichen Stellungnahme vom 15. Juli 1876 an den preußischen Innenminister Botho zu Eulenburg in Berlin heißt es selbstbewusst: „Excellenz! Ich bin noch heute stolz darauf, Königlicher, Preußischer Landrath zu sein; sollte ich es wider Erwarten nach höheren Anschauungen nicht bleiben dürfen, so hoffe ich doch immer, einstens richtig erkannt zu werden. Ich scheide wenigstens dann mit der Zuversicht aus dem Amte, während meiner langen Verwaltung desselben meine Pflicht sowohl im Interesse des Staates als auch des Kreises erfüllt zu haben, und bezweifle nicht, daß diese Anerkennung von allen leidenschaftslos Denkenden mir bewahrt bleiben wird“.
Am 5. September 1876 wurde von Eerde die Verwaltung des Gelderner Landratsamtes entzogen. Ab dem 1. Januar 1877 erhielt er das gesetzliche Wartegeld, das nur etwa die Hälfte seiner bisherigen Bezüge als Landrat ausmachte. Am 18. März 1878 empfing von Eerde zum Abschied ein gemeinsames Ehrengeschenk der „dankbaren Kreiseingessenen“, einen heute verschollenen Tafelaufsatz, den der Kölner Goldschmied Franz Wüsten nach einem Entwurf des Kölner Dombaumeisters Vinzenz Statz geschaffen hatte. Die endgültige Pensionierung von Eerdes „wegen seiner ultramontanen Richtung“ erfolgte mit Demissoriale vom 14. Januar 1885.

### Letzte Lebensjahre
Als die zweite Wählerklasse vertretender Stadtverordneter der Zentrumspartei nahm Georg von Eerde von 1876 bis 1890 auch weiterhin regen Anteil am kommunalen Geschehen in Geldern. Er verstarb am 19. März 1890 in seiner Heimatstadt „nach langen mit vollkommener Ergebung in Gottes Willen ertragenen Leiden, wohl vorbereitet durch den öfteren Empfang der hl. Sakramente“ bzw. „nach langer schmerzlicher Krankheit“. Im Unterschied zu seinem Vater, der 1848 seine letzte Ruhestätte in Eyll gefunden hatte, wurde er in Geldern auf dem Friedhof vor dem Geldertor beigesetzt. Die Inschriften des erhaltenen Grabmals der Eerdeschen Grabstätte nennen Georg von Eerde, seine Frau Auguste geborene von Groote (* 26. Dezember 1829 in Köln, † 30. Januar 1911 in Köln) und sieben seiner acht Kinder.

### Ehe und persönliche Verhältnisse
Verheiratet war Georg von Eerde seit dem 21. Mai 1859 mit der Kölnerin Auguste Josepha Stephanie von Groote, deren Mutter Margarete Auguste, geborene Schaaffhausen, die Tochter eines der vier großen Kölner Bankiers jener Zeit war. Ihr Vater Joseph Cornelius Aloys Anton Balthasar von Groote amtierte als Kanzler des Erzbistums Köln. 1863 konnte die vor dem Issumer Tor der Stadt Geldern auf dem Gelände einer früheren Festungsbastion im neugotischen Stil erbaute Villa von Eerde bezogen werden. Den Grundbesitz hatte von Eerde 1861 für 5000 Taler erworben. 1894 ging die Villa in das Eigentum des Kreises Geldern über, der sie bis 1974 zu Verwaltungszwecken nutzte. Seit 1984 ist sie ein Dienstgebäude der Stadt Geldern. Von den ursprünglichen Bewohnern zeugen bis heute die straßenseitig angebrachten Wappen der Familien von Eerde und von Groote. Im Jahre 2000 wurde der Nachweis geführt, dass ein mehrfach publiziertes Portraitfoto entgegen der bisherigen Annahme nicht den Landrat Georg von Eerde zeigt, sondern seinen unverheiratet verstorbenen Bruder Friedrich Heinrich Melchior Karl Franz von Eerde (* 9. Juni 1830 in Geldern, † 19. September 1908 auf Haus Eyll), der von 1857 bis zu seinem Tode Gemeindevorsteher von Lintfort war.
Aus der Ehe des Landrates sind acht Kinder hervorgegangen: Felicitas Maria Josephine (* 22. Mai 1860 Geldern, † 10. Oktober 1929 in Honnef), Auguste Maria (* 8. November 1861 in Geldern, † 4. Mai 1944 in Honnef), Huberta Maria (* 28. Januar 1864 in Geldern, † 24. März 1865 in Geldern), Friedrich Rudolph (* 5. Mai 1865 in Geldern, † 15. Oktober 1890 in Geldern), Theresia Maria Huberta (* 28. August 1866 in Geldern, † 5. November 1948 in Honnef), die am 17. November 1891 in Geldern den verwitweten Friedrich Franz von Twickel (* 6. Dezember 1847 in Münster, † 11. Juli 1913 auf Haus Ermelinghof) heiratete, Karl Friedrich Alexander (* 23. September 1868 in Geldern, † 5. März 1869 in Geldern), der früh verstorbene Gerichtsreferendar Felix Friedrich Heinrich Aloysius (* 11. November 1869 in Geldern, † 16. Mai 1889 in Geldern) und schließlich Maria Camilla Josephine Huberta (* 2. November 1871 in Geldern, † ?), die Ordensschwester wurde.

## Leistungen
Georg von Eerde trat nicht nur als umsichtiger Landrat, Mitglied des Provinziallandtages und Stadtverordneter hervor, sondern engagierte sich in Geldern unter anderem auch in der Friedrich-Wilhelm-Gesellschaft, im katholischen Gesellenverein und im Kirchenvorstand von St. Maria Magdalena. Am 12. September 1863 wurde ihm der Rote Adlerorden IV. Klasse und am 28. August 1872 die Kriegsdenkmünze für die Feldzüge 1870–71 für Nichtkombattanten verliehen. Das Geldern'sche Wochenblatt würdigte ihn am 21. März 1890 wie folgt: „Der Verstorbene war langjähriger Abgeordneter im Provinziallandtag, Mitglied der Kreis-, Bezirks- und Provinzial-Verwaltungen, Stadtverordneter, Kirchenvorstandsmitglied, Ritter des rothen Adlerordens etc. Bis zum Jahre 1876 bekleidete der hohe Dahingeschiedene des Königlichen Landrathes des Kreises Geldern, wurde dann zur Disposition gestellt, als in der Culturkampfzeit seine Ueberzeugungstreue ihm die Weiterführung des Amtes nicht gestattete. Seit dieser Zeit war er unausgesetzt auf dem Gebiete der Selbstverwaltung in der erfolgreichsten Weise thätig. (…). Auch der Rheinische Bauern-Verein wird seinen frühen Heimgang auf's tiefste beklagen, da der Verstorbene Mitglied der Rechtsschutz-Commission war“.